# Севастопольський оборонний район
Севастопольський оборонний район (рос. Севастопольский оборонительный район (СОР)) — тимчасове оперативне об'єднання радянських військ, що діяло в ході оборони Севастополя за часів німецько-радянської війни. Створено 4 листопада 1941 року з військ та сил Окремої Приморської армії РСЧА, кораблів та авіації Чорноморського флоту ВМФ та формувань Севастопольської військово-морської бази (СВМБ). СОР включав чотири сектори оборони, в яких радянські війська послідовно займали передовий, головний та тиловий рубежі, а для забезпечення евакуації населення Криму, військ та сил — рубіж прикриття. Оперативне формування перебувало у складі діючої армії у період з 4 листопада 1941 року до 4 липня 1942 року.

## Зміст
На момент формування до складу Севастопольського оборонного району, одночасно залишаючись у підпорядкуванні командування військ Криму до 19 листопада, увійшла Приморська армія. До цього часу вона у складі 25-ї, 95-ї, 172-ї і 421-ї стрілецьких, 2-ї, 40-ї і 42-ї кавалерійських дивізій, 7-ї і 8-ї бригад морської піхоти, 81-го окремого танкового батальйону та інших частин зайняла оборону на підступах до Севастополя.
З 20 жовтня 1941 року Севастопольський оборонний район знаходився в оперативному підпорядкуванні Закавказького, з 30 грудня — Кавказького, з 28 січня 1942 року — Кримського фронтів, з 26 квітня — в безпосередньому підпорядкуванні головкому Північно-Кавказького напрямку.
До СОР у цей період належали і споруди Севастопольської ВМБ, які на початок німецько-радянської війни були одними з найпотужніших фортифікаційних споруд у світі. Споруди Севастопольської ВМБ включали десятки укріплених гарматних позицій, мінні поля та інше.
Берегова артилерія Севастополя включала три дивізіони:
- 1-й окремий артилерійський дивізіон (командир — майор К. В. Радовський):
  - Дві бронебаштові батареї (ББ), або форти, озброєні артилерією великого калібру. Форти ББ-30 (командир — капітан Г. А. Александер та ББ-35 (командир — капітан А. Я. Лещенко) були озброєні гарматами калібру 305 мм (по 4 гармати на кожній батареї);
  - напіввежова батарея № 10 (4 203-мм гармати);
  - відкрита батарея № 54 (4102-мм гармати);
- 2-й окремий артилерійський дивізіон (командир — майор С. Т. Чорномазов):
  - берегові батареї № 2 (4 100-мм гармати), № 8 (4 45-мм гармати), № 12 (4 152-мм гармати), № 13 (4 120-мм гармати), № 14 (4 152-мм гармати), переозброєна на 3130-мм зброї);
  - берегові батареї № 18 (4 152-мм гармати) та № 19 (4 152-мм гармати);
- окремі рухомі батареї:
  - рухома батарея № 724 (командир — капітан М. В. Спиридонов, 4 152-мм гармати);
  - рухома батарея № 725 (командир — капітан Г. В. Ясинський, 4 152-мм гармати).

## Командувачі
- генерал-лейтенант Петров І. Ю. (4 — 10 листопада 1941);
- віцеадмірал Октябрський П. С. (10 листопада 1941 — 4 липня 1942).